# パークハイアット ニセコHANAZONO
パーク ハイアット ニセコ HANAZONO（パーク ハイアット ニセコ ハナゾノ、英: Park Hyatt Niseko Hanazono）は、北海道虻田郡倶知安町のニセコHANAZONOリゾートにあるホテル。

## 概要
パーク ハイアット ニセコ HANAZONOは4棟の建物から成る施設であり、「パーク ハイアット ホテル」に加えてハイアット ホテル アンド リゾーツでは日本国内初となる「パーク ハイアット レジデンス」を展開しているほか、北海道内初となるアメリカ合衆国のホテル・モーテル協会が分類するラグジュアリー（最高級）ホテルとして開業した。レジデンス購入者は所有物件をパーク ハイアットに委託することで宿泊施設として貸し出すことができ、コンドミニアムとしての利用が可能となっている。2015年（平成27年）に香港の不動産会社パシフィック・センチュリー・プレミアム・ディベロップメンツ（PCPD）がハイアット ホテル アンド リゾーツとホテル・レジデンスの運営受託契約を締結して施設を建設した。
施設の開業に先立ち、2019年（令和元年）には『第14回20か国・地域首脳会合』（2019 G20サミット）の閣僚会合「観光大臣会合」を開催した。
2024年、米旅行雑誌「トラベル＆レジャー」で、日本のベストリゾートホテルに該当する「Best Beach, Island + Upcountry Hotels in Japan」で第1位に選出された。

## 施設
スイート・客室・レジデンス
- スイート
  - スイート
  - マウンテンビュースイート
  - パークスイート（温泉付き）
  - パークスイートデラックス（温泉付き）
  - シグネチャースイート（温泉付き）
- 客室
  - キングベッド
  - ツインベッド
  - キングベッドマウンテンビュー
  - ツインベッドマウンテンビュー
- レジデンス
  - キングスタジオレジデンス
  - ツインスタジオレジデンス
  - キングスタジオレジデンス（温泉付き）
  - 1ベッドルームレジデンス（温泉付き）
  - 2ベッドルームレジデンス（温泉付き）
  - 3ベッドルームレジデンス（温泉付き）
  - 2ベッドルームペントハウス〈温泉付き〉
  - 3ベッドルームレジデンス スキーイン&アウト（温泉付き）

ダイニング
- モリエール モンターニュ
- 鮨 みつ川
- Teppan（鉄板）
- Robata（炉端）
- China Kitchen（チャイナキッチン）
- Olivio（オリヴィオ）
- The Lounge（ザ・ラウンジ）
- Deli（デリ）
- The Bar & Cigar Lounge（ザ・バー&シガーラウンジ）
- Wine Cellar（ワインセラー）
- Karaoke（カラオケ）

ウェルネス&スパ
- スパ
- ヘルスクラブ
- 屋内プール（25 m）
- 温泉浴場

ウエディング・宴会・会議
- イベントビレッジ
  - 宴会場：KABANOKI (ショーキッチン付き)
  - ミーティングルーム：HANAZONO
  - チャペル

## アクセス
新千歳空港からホテルまでのリムジンサービス（有料）がある。
- 倶知安駅から車で約10分
- 小樽から車で約90分
- 札幌から車で約120分
- 新千歳空港から車で約150分